# Габријела Гунчикова
Габријела Гунчикова (чеш. Gabriela Gunčíková; Кромјержиж, 27. јун 1993) чешка је поп-рок певачица, текстописац и композитор.
Представљала је Чешку на Песми Евровизије 2016. у Стокхолму где је са песмом на енглеском језику I Stand успела да се пласира у финале такмичења и тако постане први чешки извођач којем је то пошло за руком.

## Биографија

### Почеци
Габријела Гунчикова рођена је 27. јуна 1993. у граду Кромјержижу, на крајњем истоку Чешке Републике. Детињство је провела у маленом селу Јанковици, недалеко од Голешова. Јавности у својој земљи постала је позната након учешћа у другој сезони чешко-словачког музичког такмичења Česko Slovenská SuperStar, емитованог током 2011. године, а на којем је освојила високо друго место.

### Први албум и признање
По окончању тог музичког такмичења потписала је уговор са издавачком кућом „Universal Music” за коју је објавила и свој дебитантски албум Dvojí tvář (албум је званично објављен 28. новембра). Наишао је на позитивне критике и на чешким топ листама пласирао се међу 10 најпродаванијих албума. Исте године додељено јој је признање Český slavík за „најбољег новог уметника” на музичкој сцени Чешке. Потом је учествовала у словачкој верзији шоу-програма Плес са звездама, где је у пару са професионалним плесачем Петром Модровским заузела 7. место. Почетком 2012. наступила је у чешком мјузиклу Клеопатра.

### Други албум и САД
Други студијски албум Celkem jiná објављује крајем маја 2013. године, а на албуму се појављује и као аутор неколико песама. Током 2013. одлази у Сједињене Америчке Државе где започиње сарадњу са вокалним тренером Кеном Темплином, све с циљем да додатно усаврши своје вокалне могућности. Након што је успешно прошла усавршавање код Темплина годину дана касније, придружује се прог-рок бенду Trans-Siberian Orchestra, са чијим члановима је заједно наступала током наредне две године на турнејама по Сједињеним Државама.

### Песма евровизије 2016.
Чешка радио-телевизија је у марту 2016. објавила да ће Гунчикова представљати ту земљу на Песми Евровизије 2016. у Стокхолму, са песмом I Stand. Гунчикова је наступила током првог полуфинала, а захваљујући гласовима жирија и публике пласирала се међу десет најбољих те вечери и на тај начин обезбедила први пласман за Чешку у финале овог музичког такмичења.

## Дискографија
| 1. Lala 2. Zůstanu napořád (Died from a Broken Heart) 3. Volnej pád 4. Bud dál jen můj (I Feel So Bad) 5. Kdybys na mě máv (Slave to Your Love) 6. Dvojí tvář 7. Run to Hills 8. Zábrany (Barricades) 9. Send Me an Angel 10. Proudu vstříc 11. Země vzdálená | 1. Celkem jiná 2. Provokatérka 3. Zrozená z moří 4. Černý Anděl 5. Měl by ses mě bát 6. Časy jsou zlé 7. Šílená 8. Nech si ránu poslední 9. Bezmoc 10. Se mnou leť |

## Награде и номинације
| Год.  | Номиновани рад      | Награда      | Категорија           | Резултат | Р     |
| ----- | ------------------- | ------------ | -------------------- | -------- | ----- |
| 2011. | Габријела Гунчикова | Český slavík | Најбољи нови уметник | Освојено | [ 1 ] |